# Amédor Humbert-Droz
Pour les articles homonymes, voir Humbert-Droz, Humbert et Droz.
Amédor Humbert-Droz (né le 11 avril 1798 à La Chaux-de-Fonds et décédé le 25 novembre 1865 dans la même ville) est un homme politique suisse, membre du Parti radical-démocratique. De 1849 à 1851, il est membre du Conseil national.

## Biographie
Fils d'un horloger, il fait un apprentissage avec lui et suit ses traces. Il défend des opinions radicales et participe en 1831 au soulèvement républicain contre la domination prussienne dans le canton de Neuchâtel. Après l'échec du soulèvement, il s'exile avec Fritz Courvoisier et son frère Gustave à Renan, dans le canton de Berne, où il séjourne jusqu'en 1837. En 1848, il est l'un des fondateurs de l'Association patriotique (précurseur du Parti radical-démocratique de Neuchâtel) et la préside de 1852 à 1854.
En novembre 1849, il se présente avec succès à une élection partielle et entre au Conseil national. Il n'en est toutefois membre que pendant un peu moins de deux ans et renonce à sa réélection. De 1860 à 1865, il est membre du conseil général de La Chaux-de-Fonds. 
Humbert-Droz a acquis des connaissances juridiques de manière autodidacte. Il est membre du jury du Tribunal fédéral en 1849 et juge suppléant au tribunal civil de La Chaux-de-Fonds de 1861 à 1865.
Son cousin Aimé Humbert-Droz est conseiller aux États.